# Jesús Gallego
Jesús Gallego Izquierdo  (Jaraicejo, Cáceres, 12 de abril de 1968) es un presentador radiofónico español especializado en deportes. Desde el 12 de agosto de 2014, dirigió y presentó Carrusel Deportivo en la Cadena SER.
A partir de agosto de 2016 deja de dirigir Carrusel Deportivo para pasar a presentar y dirigir Hora 25 Deportes, sustituyendo y a su vez siendo sustituido por Dani Garrido.
El 19 de agosto, tras la retransmisión de la semifinal olímpica de baloncesto entre España y Estados Unidos, anuncia en antena qué es su último Carrusel Deportivo, dando las gracias y despidiéndose de sus oyentes, poniendo de este modo, fin a dicha etapa profesional.

## Biografía
Se licenció en Periodismo por la Facultad de Ciencias de la Información de la Universidad Complutense de Madrid. En 1988 comenzó a colaborar con el periódico Zona Sur para cubrir la actualidad deportiva de las localidades de esa región de la Comunidad de Madrid. En 1990 le es concedida una beca de formación, por la cual comienza a colaborar en Radio Madrid de la Cadena SER, donde trabaja desde entonces.
Ha cubierto los partidos de la jornada de la Selección Española de Fútbol y del Real Madrid para Carrusel Deportivo y El Larguero; asimismo, ha retransmitido todo tipo de acontecimientos deportivos como los Mundiales de Fútbol de EE. UU. 1994 o de Francia 1998; los Juegos Olímpicos de Barcelona 1992, Atenas 2004, Pekín 2008 y Río 2016 y las ediciones de la Copa de Europa de Fútbol de Inglaterra 1996, Holanda 2000 y Portugal 2004.

## Medios de comunicación

### Periódicos y radio
Participó en la Primera Hora del Carrusel Deportivo de Paco González hasta mayo de 2010, cuando el periodista fue despedido tras problemas con la emisora. Aquí, además de tratar temas deportivos, hacía de comentarista musical, poniendo en circulación por las ondas conocidos temas de Rock, Indie, etc.
Fue director del programa cuando González salió de la emisora y hasta que se produjo la llegada de Javier Hoyos. Bajo su dirección se cubrieron en esta emisora los Mundiales de Fútbol de 2010, en los que la Selección Española de Fútbol salió como nueva campeona.
Desde agosto de 2014 dirigió y presentó Carrusel Deportivo, sustituyendo a Manu Carreño y José Antonio Ponseti. Estuvo al frente durante dos temporadas, hasta que en 2016 la emisora decidió reubicarlo en el espacio Hora 25 Deportes, incluido en el programa Hora 25. 
Es colaborador esporádico del diario AS y de El País. Además, imparte clases de Información Deportiva en la Universidad Camilo José Cela.

### Televisión
A partir de 2012 comenzó junto a Álvaro de la Lama un nuevo programa de actualidad para la tarde de Cuatro, Te vas a enterar, hasta septiembre de 2013 en la que el presentador abandono el espacio por nuevos proyectos en la cadena.
Presentó el espacio deportivo, Deportes Cuatro noche, de la cadena televisiva Cuatro hasta verano de 2014 dónde fue nombrado director de Carrusel Deportivo en la Cadena SER, cargo que ostentaría hasta el 19 de agosto de 2016, tras la celebración de los Juegos Olímpicos de Río.
En 2017 ficha por Gol para presentar El golazo de gol junto a Manolo Lama y lo hace hasta 2022 que ficha por Movistar + para presentar Deporte Plus +..